# EHF-Pokal 2017/18
Am EHF-Pokal 2017/18 nahmen Handball-Vereinsmannschaften aus Europa teil, die sich in der vorangegangenen Saison in ihren Heimatländern für den Wettbewerb qualifiziert hatten. Die Pokalspiele begannen am 1. September 2017. Pokalsieger wurde der deutsche Verein Füchse Berlin, der am 20. Mai 2018 das Finale gegen  Saint-Raphaël Var Handball gewann.

## Gruppenphase

### Gruppe A
| Pl. | Mannschaft            | Sp. | S | U | N | T   | GT  | Diff. | Punkte |
| --- | --------------------- | --- | - | - | - | --- | --- | ----- | ------ |
| 1.  | SC Magdeburg          | 6   | 5 | 0 | 1 | 192 | 157 | +35   | 10     |
| 2.  | Bjerringbro-Silkeborg | 6   | 3 | 0 | 3 | 166 | 167 | −1    | 6      |
| 3.  | SKA Minsk             | 6   | 2 | 1 | 3 | 177 | 178 | −1    | 5      |
| 4.  | HT Tatran Prešov      | 6   | 1 | 1 | 4 | 146 | 179 | −33   | 3      |

### Gruppe B
| Pl. | Mannschaft                 | Sp. | S | U | N | T   | GT  | Diff. | Punkte |
| --- | -------------------------- | --- | - | - | - | --- | --- | ----- | ------ |
| 1.  | Füchse Berlin              | 6   | 5 | 0 | 1 | 185 | 154 | +31   | 10     |
| 2.  | Saint-Raphaël Var Handball | 6   | 5 | 0 | 1 | 183 | 165 | +18   | 10     |
| 3.  | Helvetia Anaitasuna        | 6   | 2 | 0 | 4 | 174 | 201 | −27   | 4      |
| 4.  | LUGI HF                    | 6   | 0 | 0 | 6 | 169 | 191 | −22   | 0      |

Ergebnisse
| Gruppe A      | Deutschland | Frankreich | Spanien | Schweden |
| ------------- | ----------- | ---------- | ------- | -------- |
| Füchse Berlin | X           | 21:26      | 34:23   | 34:25    |
| Saint-Raphaël | 25:34       | X          | 36:27   | 28:26    |
| Anaitasuna    | 28:30       | 29:38      | X       | 34:32    |
| LUGI HF       | 27:32       | 28:30      | 31:33   | X        |

### Gruppe C
| Pl. | Mannschaft           | Sp. | S | U | N | T   | GT  | Diff. | Punkte |
| --- | -------------------- | --- | - | - | - | --- | --- | ----- | ------ |
| 1.  | Frisch Auf Göppingen | 6   | 6 | 0 | 0 | 177 | 144 | +33   | 12     |
| 2.  | RK Našice            | 6   | 4 | 0 | 2 | 164 | 152 | +12   | 8      |
| 3.  | RD Koper             | 6   | 1 | 0 | 5 | 152 | 168 | −16   | 2      |
| 4.  | Riihimäki Cocks      | 6   | 1 | 0 | 5 | 143 | 172 | −29   | 2      |

### Gruppe D
| Pl. | Mannschaft         | Sp. | S | U | N | T   | GT  | Diff. | Punkte |
| --- | ------------------ | --- | - | - | - | --- | --- | ----- | ------ |
| 1.  | BM Granollers      | 6   | 4 | 1 | 1 | 175 | 157 | +18   | 9      |
| 2.  | Chambéry Savoie HB | 6   | 4 | 1 | 1 | 162 | 152 | +10   | 9      |
| 3.  | KS Azoty-Pulawy SA | 6   | 2 | 0 | 4 | 168 | 179 | −11   | 4      |
| 4.  | Wacker Thun        | 6   | 1 | 0 | 5 | 152 | 169 | −17   | 0      |

## Viertelfinale

### Qualifizierte Teams
Als Veranstalter des Final Fours war der  SC Magdeburg mit der sportlichen Qualifikation für das Viertelfinale bereits direkt für das Final Four qualifiziert.
- Füchse Berlin
- Frisch Auf Göppingen
- Saint-Raphaël Var Handball
- Chambéry Savoie HB
- BM Granollers
- RK Našice

Ausgeloste Spiele und Ergebnisse
| Mannschaft 1               | Mannschaft 2         | Hinspiel          | Rückspiel         | Gesamt  |
| -------------------------- | -------------------- | ----------------- | ----------------- | ------- |
| Saint-Raphaël Var Handball | BM Granollers        | Sa. 21.04.2018    | So. 29.04.2018    | 67 : 63 |
| Saint-Raphaël Var Handball | BM Granollers        | 37 : 23 (17 : 10) | 30 : 40 (15 : 16) | 67 : 63 |
| Saint-Raphaël Var Handball | BM Granollers        | 1462 Zuschauer    | 1800 Zuschauer    | 67 : 63 |
| RK Našice                  | Füchse Berlin        | Sa. 21.04.2018    | Sa. 28.04.2018    | 44 : 45 |
| RK Našice                  | Füchse Berlin        | 28 : 20 (12 : 9)  | 16 : 25 (9 : 14)  | 44 : 45 |
| RK Našice                  | Füchse Berlin        | 2000 Zuschauer    | 5000 Zuschauer    | 44 : 45 |
| Chambéry Savoie HB         | Frisch Auf Göppingen | So. 22.04.2018    | So. 29.04.2018    | 54 : 61 |
| Chambéry Savoie HB         | Frisch Auf Göppingen | 27 : 30 (11 : 19) | 27 : 31 (13 : 18) | 54 : 61 |
| Chambéry Savoie HB         | Frisch Auf Göppingen | 2647 Zuschauer    | 2900 Zuschauer    | 54 : 61 |

## Final Four
Für das Final Four in der GETEC Arena in Magdeburg qualifizierten sich:
- SC Magdeburg
- Füchse Berlin
- Frisch Auf Göppingen
- Saint-Raphaël Var Handball

### 1. Halbfinale
| Mannschaft 1               | Endergebnis       | Mannschaft 2 | Datum und Zeit              |
| -------------------------- | ----------------- | ------------ | --------------------------- |
| Saint-Raphaël Var Handball | 28 : 27 (13 : 13) | SC Magdeburg | Sa. 19. Mai 2018, 14:15 Uhr |

### 2. Halbfinale
| Mannschaft 1         | Endergebnis       | Mannschaft 2  | Datum und Zeit              |
| -------------------- | ----------------- | ------------- | --------------------------- |
| Frisch Auf Göppingen | 24 : 27 (13 : 13) | Füchse Berlin | Sa. 19. Mai 2018, 17:00 Uhr |

### Kleines Finale
Das Spiel um Platz 3 fand am 20. Mai 2018 statt. Der Gewinner der Partie ist Drittplatzierter des EHF-Pokals 2018.
| Mannschaft 1 | Endergebnis       | Mannschaft 2         | Datum und Zeit              |
| ------------ | ----------------- | -------------------- | --------------------------- |
| SC Magdeburg | 35 : 25 (16 : 15) | Frisch Auf Göppingen | So. 20. Mai 2018, 12:45 Uhr |

### Finale
Das Finale fand am 20. Mai 2018 statt. Der Gewinner der Partie ist der Sieger des EHF-Pokals 2018.
| Mannschaft 1               | Endergebnis       | Mannschaft 2  | Datum und Zeit              |
| -------------------------- | ----------------- | ------------- | --------------------------- |
| Saint-Raphaël Var Handball | 25 : 28 (13 : 14) | Füchse Berlin | So. 20. Mai 2018, 15:15 Uhr |

Füchse Berlin: Heinevetter, Štochl – Wiede   (3), Elísson (1), Milde, Vuković (1), Struck   (1), Mandalinić, Gojun , Lindberg (6), Zachrisson  (9), Schmidt  (1), Reißky, Koch, Drux (6)
Schiedsrichter  Per Olesen und Claus Pedersen

## Torjäger
| Platz | Spieler            | Club                       | Tore |
| ----- | ------------------ | -------------------------- | ---- |
| 1     | Hans Lindberg      | Füchse Berlin              | 82   |
| 2     | Raphaël Caucheteux | Saint-Raphaël Var Handball | 81   |
| 3     | Marcel Schiller    | Frisch Auf Göppingen       | 67   |